# Lilli Tagger
Lilli Tagger (* 17. Februar 2008) ist eine österreichische Tennisspielerin aus Lienz.

## Karriere
Tagger begann mit fünf Jahren das Tennisspielen und bevorzugt Sandplätze. Sie spielt bislang Turniere auf der ITF Women’s World Tennis Tour, wo sie bislang je einen Titel im Einzel und im Doppel gewinnen konnte.
2021 gewann Tagger die „KTV Rookie-Wertung“ als Nummer eins in Österreich in ihrem Jahrgang.
2023 qualifizierte sie sich für das Hauptfeld im Dameneinzel der mit 25.000 US-Dollar dotierten Carinthian Ladies Lake’s Trophy V, wo sie in der ersten Runde gegen Sina Herrmann mit 3:6 und 4:6 verlor.
Im November erreichte sie mit Partnerin Mariam Atia das Finale im Doppel des mit 15.000 US-Dollar dotierten ITF-Turniers in Scharm asch-Schaich, das die beiden nur knapp in drei Sätzen gegen Jewgenija Burdina und Nina Rudjukowa verloren. Seit November trainiert sie in Mailand unter der früheren Grand-Slam-Gewinnerin Francesca Schiavone.
2024 konnte sie sich für das Hauptfeld im Juniorinneneinzel in Wimbledon qualifizieren, wo sie in der ersten Runde gegen die an Position vier gesetzte Tyra Caterina Grant mit 4:6 und 6:73 verlor. Im Juniorinnendoppel erreichte sie mit Partnerin Noemi Basiletti mit einem knappen Dreisatz-Sieg über Anna Maria Fedotova und Tereza Krejčová das Achtelfinale, wo die beiden dann aber gegen Iwa Iwanowa und Wakana Sonobe mit 2:6 und 2:6 verloren.
Im Juli konnte sie ihren ersten ITF-Doppeltitel an der Seite von Anastasia Bertacchi gewinnen.

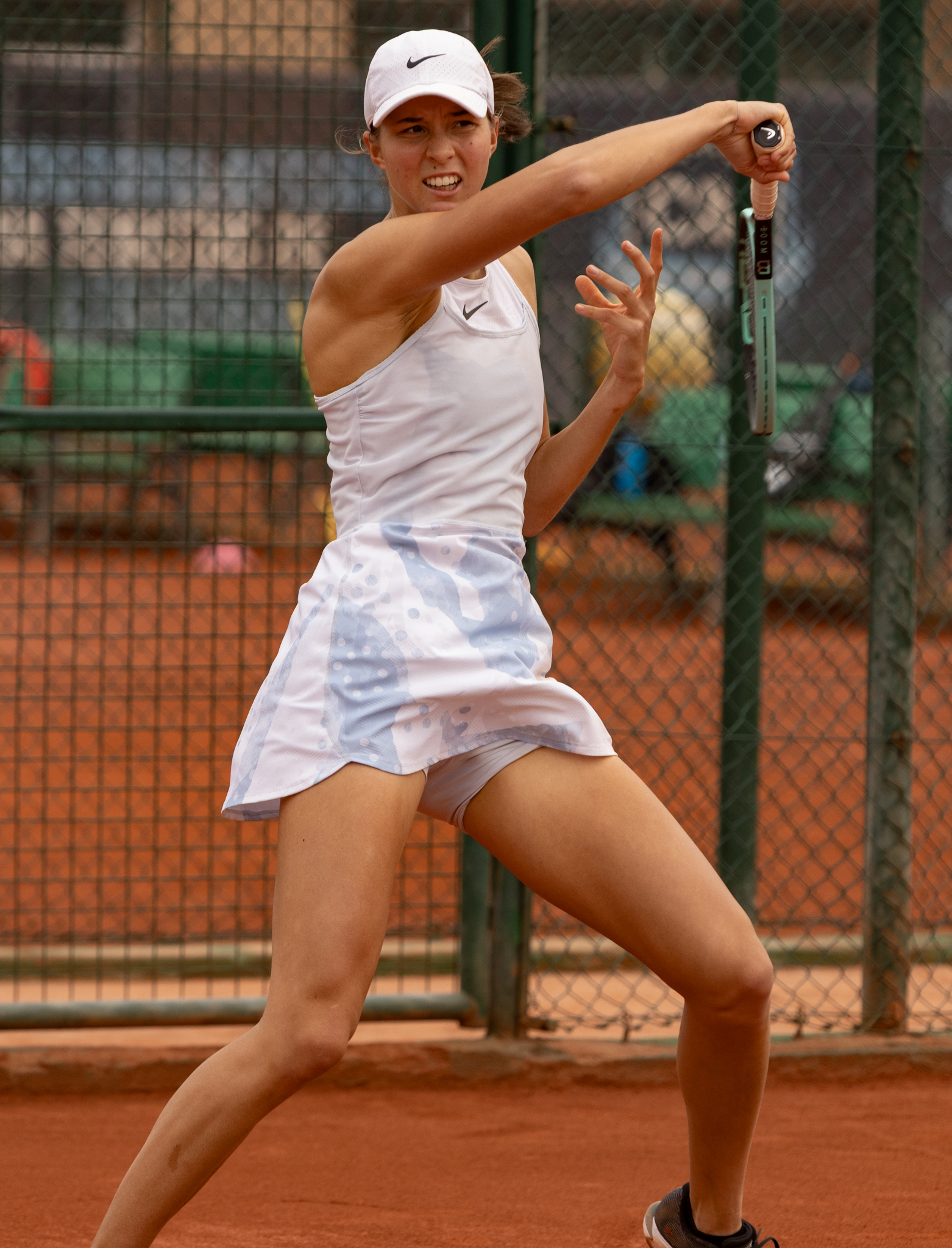
Lilli Tagger im März 2025

Im Juni 2025 erreichte Tagger ihren bisher größten Erfolg im Juniorinneneinzel der French Open, bei dem sie als ungesetzte Spielerin ohne Satzverlust das Finale erreichte und in diesem die Britin Hannah Klugman mit 6:2 und 6:0 bezwang.
Die 17-Jährige ist die erste österreichische Spielerin, die ein Grand-Slam-Turnier bei den Juniorinnen gewinnen konnte. Auf Erwachsenenebene hat es bisher keine österreichische Siegerin gegeben.

## Turniersiege

### Einzel
| Nr. | Datum         | Turnier  | Kategorie | Belag | Finalgegnerin | Ergebnis  |
| --- | ------------- | -------- | --------- | ----- | ------------- | --------- |
| 1.  | 29. März 2025 | Terrassa | ITF W35   | Sand  | Loïs Boisson  | 7:64, 6:3 |

### Doppel
| Nr. | Datum         | Turnier | Kategorie | Belag | Partnerin           | Finalgegnerinnen          | Ergebnis         |
| --- | ------------- | ------- | --------- | ----- | ------------------- | ------------------------- | ---------------- |
| 1.  | 27. Juli 2024 | Viserba | ITF W15   | Sand  | Anastasia Bertacchi | Inès Ibbou Francesca Pace | 6:0, 2:6, [10:5] |

## Abschneiden bei Grand-Slam-Turnieren

### Juniorinneneinzel
| Turnier         | 2024 | 2025 | Karriere |
| --------------- | ---- | ---- | -------- |
| Australian Open | —    | VF   | VF       |
| French Open     | —    | S    | S        |
| Wimbledon       | 1    | VF   | VF       |
| US Open         | 1    |      | 1        |

Zeichenerklärung: S = Turniersieg; F, HF, VF, AF = Einzug ins Finale / Halbfinale / Viertelfinale / Achtelfinale; 1, 2, 3 = Ausscheiden in der 1. / 2. / 3. Hauptrunde; nicht ausgetragen

### Juniorinnendoppel
| Turnier         | 2024 | 2025 | Karriere |
| --------------- | ---- | ---- | -------- |
| Australian Open | —    | 1    | 1        |
| French Open     | —    | HF   | HF       |
| Wimbledon       | AF   | —    | AF       |
| US Open         | 1    |      | 1        |

## Weltranglistenpositionen am Saisonende
| Jahr   | 2024 |
| ------ | ---- |
| Einzel | 977  |
| Doppel | 1140 |

## Persönliches
Lilli ist die Tochter von Stephan Tagger und Sabine Tagger. Lilli hat insgesamt vier Geschwister: eine Schwester und einen Bruder, sowie eine Halbschwester und einen Halbbruder.